# Tongzhi
Tongzhi (Wade-Giles: Tung-chih; Pekín, 27 de abril de 1856 - 12 de enero de 1875), nacido con el nombre de Zaichun (Wade-Giles: Tsai-chun), fue el décimo emperador de la dinastía Qing, y el octavo emperador Qing que gobernó sobre China.
Su reinado, desde 1861 hasta 1875, que se prolongó de manera efectiva a través de su adolescencia, fue eclipsado en gran parte por el estado de su madre, la emperatriz viuda Cixí. Aunque tenía poca influencia en los asuntos del Estado, los acontecimientos de su reinado dieron lugar a lo que los historiadores llaman la "Restauración Tongzhi", un intento fallido de estabilización y modernización de China.

## Biografía
Era el único hijo sobreviviente del Emperador Xianfeng y la Emperatriz Cixí, Tongzhi procuró reformas políticas. Su primer nombre de reinado era Qixiang (祺祥), pero este nombre fue abandonado más adelante por Cixi a favor de Tongzhi, una contracción del clásico tonggui yu zhi (同歸與治), que significa “reformar/restaurar junto a un estado de orden”, aunque se ha interpretado como “gobernar el estado como un equipo unido de la madre/del hijo” (母子同治天下), que cabe la descripción, como su madre, la Emperatriz regente Cixi se retiró aunque siempre permaneció muy bien informada por una red de espías, mayoritariamente eunucos de palacio, llegando incluso a paralizar algunos de los proyectos modernizadores de su hijo. La tradición política china menciona «que atendía audiencias detrás de una cortina» (垂簾聽政) durante la gestión del emperador Xianfeng, que había sido utilizada ya anteriormente en la historia china, fue utilizada para describir el gobierno de Cixi. La frase aún puede oírse a veces en la política china contemporánea. 
Tongzhi se convirtió en emperador a la edad de cinco años tras la muerte de su padre, el emperador Xianfeng. La elección de su padre como regente, Sushun, se retiró a favor de una asociación entre su madre la emperatriz viuda Cixí, la emperatriz viuda Ci'an, y su tío el príncipe Gong. 
Si bien probablemente la esperanza era que Tongzhi se convertiría en un líder como el segundo gobernante de la Dinastía Qing, el emperador Kangxi (quien había accedido al trono como un niño en 1661), dichas esperanzas pronto se quedarían en nada cuando Tongzhi creció hasta convertirse en un joven obstinado y disoluto.
En el otoño de 1872, el emperador adolescente se casó con la emperatriz Alute de un clan manchú y varias otras concubinas. Tongzhi aparentemente había querido tomar el poder inmediatamente, lo que provocó una pelea en la corte en relación con el desmantelamiento de la regencia y el momento de la misma. Sin embargo, las emperatrices viudas pusieron como fecha prevista el 23 de febrero de 1873.
El día después que Tongzhi tomó las riendas del poder, los poderes extranjeros solicitaron una audiencia con el emperador adolescente. La solicitud precipitó un fuerte desacuerdo entre los ministros en las legaciones extranjeras, quienes dejaron claro que no iban a realizar el ritual kowtow al emperador, y el Zongli Yamen, en relación con el protocolo que se debía respetar. El gobierno Qing también se mostró reacio a celebrar la audiencia dentro de los límites de la Ciudad Prohibida, finalmente se instaló en el "Pabellón de la Luz Púrpura" en uno de los palacios a orillas del lago al oeste de la Ciudad Prohibida, que ahora es parte de Zhongnanhai.  La audiencia finalmente se celebró el 29 de junio de 1873. Después de la audiencia, sin embargo, los ministros de Relaciones Exteriores dejaron en claro su molestia de ser recibidos en una sala utilizada inicialmente por los emperadores Qing para recibir enviados de estados tributarios.
En el otoño de 1874, Tongzhi entró en un enfrentamiento con sus ministros, que incluyó a sus dos tíos, el príncipe Gong y Yixuan, príncipe Chun (siendo este último un medio hermano del emperador Xianfeng y también estuvo casado con la hermana menor de la emperatriz viuda Cixí), en gran parte por los planes del emperador para reconstruir el Antiguo Palacio de Verano a la vez en el que el imperio estaba en quiebra, y sobre su comportamiento disoluto. Tongzhi reaccionó despidiendo a los ministros, pero las emperatrices viudas Ci'an y Cixí intervinieron, y él los reintegró. Ese diciembre, se anunció que estaba enfermo de viruela, y las emperatrices viudas reanudaron la regencia. Murió el 12 de enero de 1875, a los 18 años, sin dejar hijos para sucederle.
Hay quienes dicen Tongzhi murió por una enfermedad de transmisión sexual, particularmente, sífilis (debido a sus andanzas con las prostitutas fuera de palacio), y que el diagnóstico de viruela se dio únicamente porque esa clase de enfermedades son un tabú en China incluso en la actualidad. Sin embargo, tal alegación no puede ser corroborada mediante evidencias creíbles. Aunque también existe la hipótesis nada extraña, sino probablemente la más fiable, de que el joven emperador muriese envenenado por su entorno por causa de su política aperturista.
Sus madres, las dos regentes, reasumieron la regencia después de designar al primer hijo del Príncipe Chun, Guangxu como emperador, con el nombre de Emperador Guangxu.
Algunos meses después de la muerte de Tongzhi, la Emperatriz consorte Alute murió. Se dice que se suicidó o que Cixí la mató de hambre cortando su suministro de alimentos.

## Familia
- Padre: Emperador Xianfeng
- Madre : Concubina Yi (después Emperatriz viuda Cixi)
- Consortes:

1. Emperatriz Alute, (孝哲毅皇后) del Clan Alute (1854 - 1875)
2. Suzhen Huang Kuai Fei, (淑慎皇贵妃) (1860 - 1905)
3. Zhuanghe Huang Kuai Fei, (庄和皇贵妃) (1857 - 1921)
4. Jingyi Huang Kuai Fei, (敬懿皇贵妃) (1856 - 1932)
5. Yunghui Huang Kuai Fei, (荣惠皇贵妃) (1854 - 1933)